# 圖波列夫TB-1轟炸機
图波列夫TB-1（俄语：Тяжёлый Бомбардировщик，羅馬化：Tyazholy Bombardirovschik，意為重型轰炸机；研發編號ANT-4）是一款苏联轰炸机，作為蘇聯的轟炸機部隊骨幹許多年，在當時是蘇聯最大的全金屬飛機。

## 设计和发展
1924年，苏联空军指示中央空气流体动力学研究院（羅馬化：Tsentralniy Aerogidrodinamicheskiy Institut）设计一个重型轰炸机。中央空气流体动力学研究院將這個任务交給了安德烈·图波列夫和他的設計局團隊 。图波列夫的团队设计了一个双引擎的全金属单翼飞机，並以帶波紋的杜拉鋁作為機身表層。TB-1的早期設計部分借鑑了胡戈·容克斯在1918年設計的容克D-I戰鬥機，並使用兩組納皮爾獅式引擎，設計局內部命名為ANT-4。
1925年，第一架原型機的製造作業在莫斯科的圖波列夫工廠二樓開始製造，為了生產這個原型，工廠還必須敲掉一面牆才能一塊一塊地將飛機搬運出來。之后在莫斯科的伏龍芝中心機場進行組裝，1925年11月26日首飛。
試飛成功後，軍方決定將ANT-4以TB-1的編號投入生產。但是，生產TB-1所需的鋁材短缺和為了尋找能夠取代昂貴的舶來品引擎，導致生產計劃被推遲。1929年，鋁材短缺問題解決、引擎替換成BMW六型引擎蘇聯授權生產版本－米庫林 M-17引擎後，TB-1的正式生產終於在莫斯科菲利開始製造，到1932年飛機停產為止，TB-1共有216架被製造出來。 該機型另外也有水上飛機的變種，具有兩個路輪和水上起落架，共有66架。

## 營運歷史

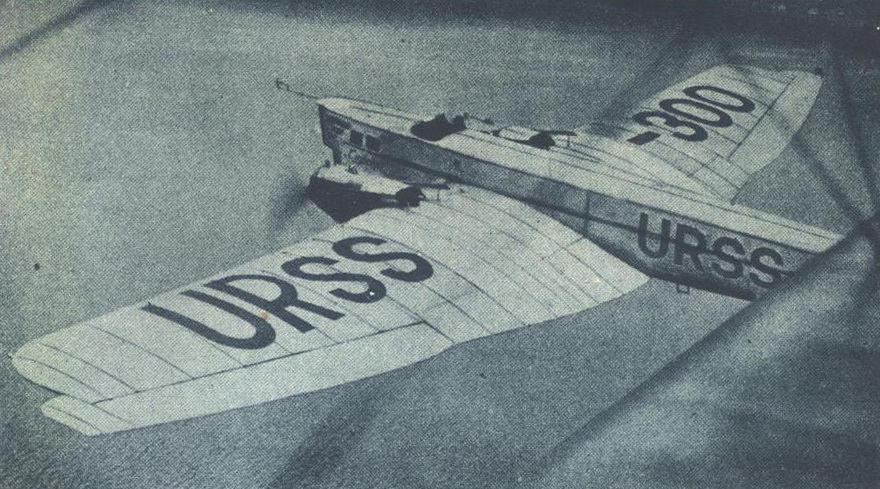
從莫斯科起飛前往紐約的蘇維埃國（Страна Советов）號ANT-4，於1929年拍攝

首個被製造出來的TB-1，是無武裝的民用版本，被命名為蘇維埃國，進行了一次莫斯科飛往紐約的宣傳飛行，在1929年11月3日抵達目的地，這趟飛行，起自莫斯科，向東飛行並飛過西伯利亞，總共21242公里（13194海浬）的航程，耗時137個小時。 此後，TB-1成為了蘇聯空軍第一種標準重型轟炸機，部分的TB-1被改裝成魚雷機（型號為TB-1P）或是參與航空測量任務。
TB-1後來被十分相似、更大的圖波列夫TB-3轟炸機所取代，許多退役的TB-1被轉換為民用貨機，型號改為G-1，多被俄羅斯航空和亞維爾提卡航空公司所使用。1934年4月12日，一架由阿納托利·瓦西里耶維奇駕駛、隸屬於亞維爾提卡航空公司的G-1在拯救沉沒於白令海峽的切柳斯金号汽船時表現出色。後來，瓦西里耶維奇因為在該事件中的良好表現，而被授予了蘇聯英雄獎章。亞維爾提卡航空公司使用G-1運輸機進行許多商業服務，直到1948年。

## 型号
- TB-1：雙引擎重型轟炸機，也稱為ANT-4。
- ANT-4bis：第三架原型机。
- TB-1P：双浮筒鱼雷轰炸机。
- G-1：雙引擎運輸機。
- ANT-19：计划中的客运型号，未建造。

## 倖存機
一架前亞維爾提卡航空公司的圖波列夫G-1，被保存在烏里揚諾夫斯克航空博物館

## 用户
蘇聯
- 俄羅斯航空
- 蘇聯空軍
- 蘇聯海軍航空兵

## 性能规格(TB-1)
参考资料：The Osprey Encyclopedia of Russian Aircraft 1875–1995
基本信息
- 机组：六名

性能
武器

- 機槍：六挺DP輕機槍
- 炸彈：1,000 kg (2,205 lb)

### 相关机型
- 圖波列夫TB-3轟炸機
- 圖波列夫 ANT-7